# Schering-Plough
Schering-Plough Corporation var ett amerikanskt multinationellt läkemedelsbolag som forskade, utvecklade och tillverkade läkemedel, både receptbelagda och ej receptbelagda, för människor och djur.

## Historik
Företaget grundades 1971 när Plough, Inc. fusionerades med Schering Corporation. I mars 2007 meddelade det nederländska kemikoncernen Akzo Nobel att man skulle sälja Organon till Schering-Plough för 11 miljarder euro, affären slutfördes den 19 november Den 9 mars 2009 offentliggjorde konkurrenten Merck & Co. att man hade för avsikt att förvärva Schering-Plough för 41,1 miljarder amerikanska dollar. Förvärvet genomfördes officiellt den 3 november.